# Stephen Kijak
Stephen Kijak est un réalisateur et documentariste américain né en 1969 à New Bedford.
Son film Stones in Exile sur les Rolling Stones est sélectionné à Cannes en séance spéciale pour la Quinzaine des réalisateurs.

## Filmographie
- 1996 : Never Met Picasso
- 2002 : Cinemania (documentaire) coréalisé avec Angela Christlieb
- 2006 : Scott Walker: 30 Century Man (en), documentaire sur Scott Walker
- 2010 : Stones in Exile (documentaire)
- 2016 : We Are X (documentaire)[1]